# Villaseca de la Sagra
Villaseca de la Sagra è un comune spagnolo di 1 808 abitanti situato nella comunità autonoma di Castiglia-La Mancia.